# Peter Porter (Schriftsteller)

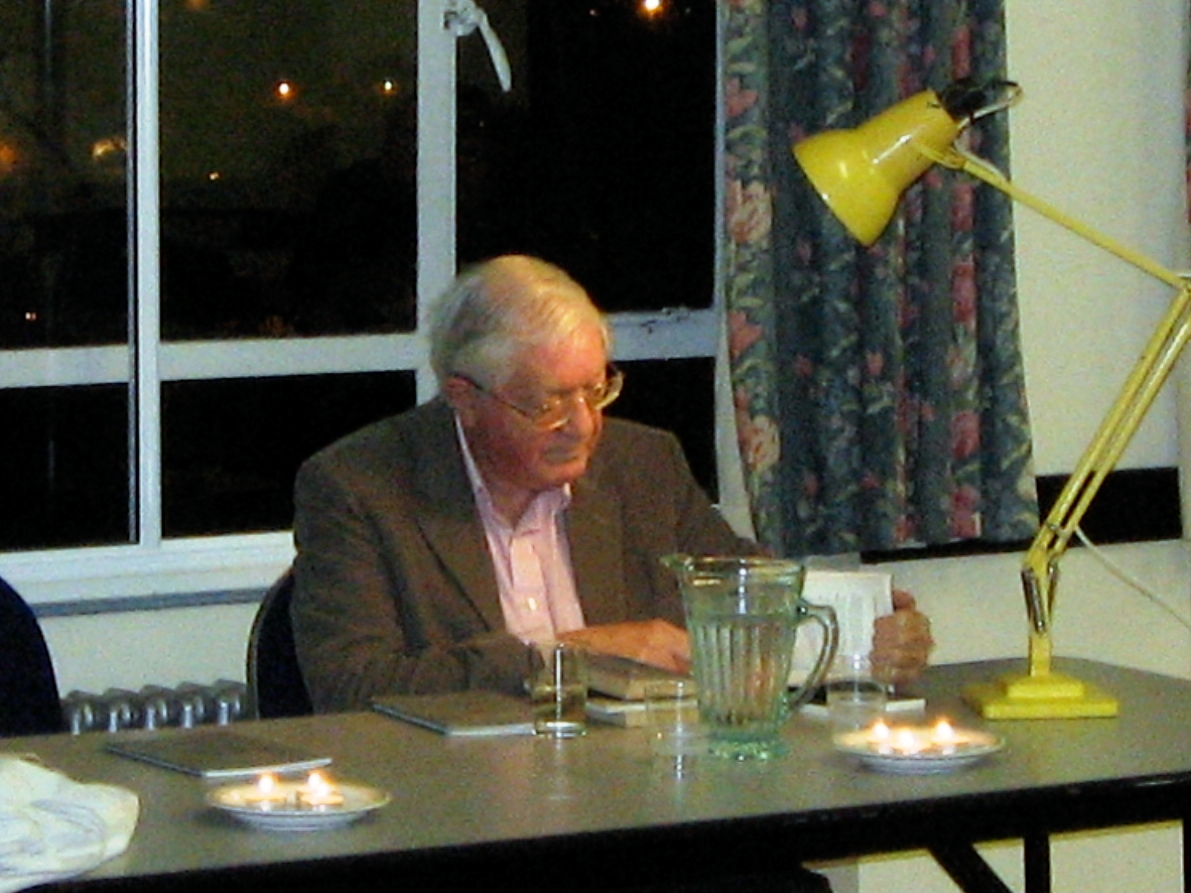
Peter Porter (2007)

Peter Neville Frederick Porter OAM (* 16. Februar 1929 in Brisbane; † 23. April 2010 in London) war ein australischstämmiger britischer Dichter. Im Jahr 2002 erhielt er die Queen’s Gold Medal for Poetry, und 2007 wurde er von der Royal Society of Literature zu einem von zehn Companions of Literature ernannt.

## Leben und Schaffen
Porter wuchs als Einzelkind in einer ehemals gut situierten Familie in Brisbane auf. Seine Mutter starb unerwartet früh im Jahr 1938. Mit 17 verließ er die Schule und machte ein einjähriges Praktikum bei The Courier-Mail in Brisbane. Er siedelte 1951 nach London über und arbeitete zunächst im Buchhandel und in der Werbung. Später war er auch Literaturkritiker beim Observer. In den 1950er-Jahren stand er mit der Londoner Dichtergruppe The Group in Verbindung, doch erst in den späten 1960er-Jahren begann er als freier Schriftsteller zu leben.
Im Jahr 1961 erschien Porters erster Gedichtband, und er heiratete seine erste Frau, Jannice Henry, die 1974 Selbstmord beging. Seit den 1970er-Jahren veröffentlichte er regelmäßig Gedichtbände, für die er immer wieder mit verschiedenen Literaturpreisen ausgezeichnet wurde, u. a. im Jahr 1987 mit dem Whitbread Poetry Award. Er war außerdem Writer-in-Residence an der Royal Albert Hall und an mehreren britischen und australischen Universitäten. 2001 arbeitete er mit dem Komponisten Nicholas Maw zusammen, das Ergebnis der Kooperation wurde in Melbourne uraufgeführt.
Porters Lyrik galt als intellektuell anspruchsvoll und einflussreich auf eine ganze Reihe von Dichtern der ihm nachfolgenden Generation. Seine Themen waren die verschiedensten Aspekte der modernen Zivilisation; der Ton variiert dabei zwischen elegisch, satirisch, spöttisch oder feierlich. In späteren Werken fand er auch immer öfter zu seinem Heimatland Australien zurück.
Porter lebte seit 1968 in Paddington. Seit 1991 war er mit Christine verheiratet. Er starb 2010 im Alter von 81 Jahren. Seinem Tod war eine Krebserkrankung vorausgegangen.
Für seine Verdienste um die Literatur als Dichter, Rezensent, Rundfunksprecher und Essayist wurde er 2004 mit der Medaille des Order of Australia ausgezeichnet.

## Werke (Auswahl)
- 1961: Once Bitten, Twice Bitten
- 1963: Poems Ancient and Modern
- 1970: The Last of England
- 1972: Preaching to the Converted
- 1975: Living in a Calm Country
- 1978: The Cost of Seriousness
- 1981: English Subtitles
- 1984: Fast Forward
- 1987: The Automatic Oracle
- 1989: Possible Worlds
- 1992: The Chair of Babel
- 1994: Millennial Fables
- 1997: Dragons in Their Pleasant Palaces
- 1999: Both Ends against the Middle
- 2001: Saving from the Wreck
- 2004: Afterburner
- 2009: Better than God